# Сморгон, Лев Наумович
Лев Наумович Сморгон (род. 17 февраля 1929, Детское Село, Ленинградская область) — советский и российский скульптор, живописец, график, медальер, художник детской игрушки, писатель. Член Союза художников России с 1957 года. Член объединения «Деревня художников». Неоднократный участник художественных выставок в Санкт-Петербурге, Москве, Киеве, Остенде, Праге, Пловдиве, Загребе, Стокгольме, Нью-Йорке, Осло и других городах.
Произведения представлены в собраниях Государственного Русского музея (Санкт-Петербург), Театрального музея (Санкт-Петербург), Музея кукол (Санкт-Петербург), Пермской государственной художественной галереи, Красноярской картинной галереи, Архангельской государственной галереи и др.
Начало творческой деятельности Сморгона в 1950-е годы было связано с работой на Ленинградском заводе фарфоровых изделий при Институте керамики, где скульптор создал многочисленные модели фарфоровой пластики, выпускавшейся массовыми тиражами.
На протяжении 1950-х-1960-х и начала 70-х годов скульптор работал в области создания игрушки, на его счету более ста гипсовых моделей кукол и игрушек, сделанных вручную для массового производства.
Немногочисленная коллекция стекла Льва Сморгона представляет технологическую и эстетическую ценность как собрание художественных произведений, изготовленных в единственном экземпляре. Каждое изделие сделано спонтанно и повторение его невозможно. Именно в художественном стекле были заложены некоторые цветовые идеи, отраженные в его акварелях и масляной живописи.
За свою жизнь мастером были выполнены сотни рисунков, акварелей. Интересны и самобытны его живописные работы.
Лев Сморгон на протяжении своей жизни занимался разными видами искусства, но в своей художественной среде он наиболее известен как скульптор. Он же говорит, что ему ближе «звание» художник.

## Биография
Родился Лев Наумович Сморгон в Детском Селе (г. Пушкин Пушкинский район Ленинграда) 17 февраля 1929 года. С 1934 года воспитывался неродным дедушкой Иваном Николаевичем Крынецким, которому он посвятил главу «Памятник дедушке» из воспоминаний в своих книгах «Почему я не стал сапожником» и «Разговорчики в строю». В августе 1941 был эвакуирован с детским интернатом на Урал, где находился по май 1944 (глава «Эвакуация» из тех же книг-воспоминаний).
В 1944 году поступил в Ленинградское архитектурно-художественное училище, которое в 1945 стало средним специальным учебным заведением, а в 1948 году было преобразовано в Ленинградское высшее художественно-промышленное училище (ЛВХПУ), впоследствии ставшим ЛВХПУ им. В. И. Мухиной.
В 1952 году он окончил факультет декоративно-прикладной скульптуры ЛВХПУ, проучившись там восемь лет и пройдя вместе с училищем все ступени преобразования — от ремесленного до высшего. Он поступил туда после эвакуации, и учился в одной группе с Павлом Веселовым (1926—1994), Львом Меерзоном, Валентином Строгим, Владимиром Григорьевым, Вячеславом Бельским, Верой Бельской, Еленой Щегловой, Ириной Кудрявцевой и др.
Это был первый выпуск ЛВХПУ.
Его учителями были скульпторы Эллонен Виктор Вильгельмович (1891—1980), Ингал Владимир Иосифович (1901—1966), Симонов Василий Львович (1879—1960) на факультете декоративно-прикладной скульптуры. После окончания училища первому выпуску предложили сразу вступить в Члены Союза художников СССР. Он и Валентин Строгий сознательно отказались.
В 1952 году поступил рабочим лепщиком-модельщиком в спецстройпоезд № 903. Участвовал в восстановлении вокзалов г. Выборг и на станции Новосокольники Великолукского района Псковской области, где делал модели лепного декора.
С 1954 года работал на Ленинградском опытном заводе «Фарфор» при Государственном научно-исследовательском керамическом институте (ГИКИ), создал десятки моделей фарфоровой скульптуры, выпускавшейся массовыми тиражами на территории СССР. Среди них «Лиса» (1961 год), «Влас, Лентяй и Лоботряс» 1954 года (по произведению Маяковского «Влас, Лентяй и Лоботряс»), «Девочка с метелочкой» (1954 год), «Воробьи» (1955 год), «Сплетницы» (1956 год), «Набулся-наделся» (1955 год) — эти две работа сделаны совместно с А. В. Дегтяревым, «Платье голого короля» (1957 год).
В 1955 году первый раз участвовал в выставке в Русском музее фарфоровой скульптурой «Влас, Лентяй и Лоботряс» (второй вариант, тиражный). В том же году стал кандидатом в Члены Союза художников СССР, а в 57-м стал Членом СХ СССР по секции скульптуры.
В 1955 году узнал от своего сокурсника Юрия Цыганова, который работал на Охтинском химкомбинате главным художником, что есть возможность попробовать делать игрушки и предложил свою модель. С тех пор занимался игрушкой, сотрудничая ОХК, «Ленигрушкой», «Промигрушкой» и различными артелями. Последнюю игрушку сделал в 1972 году («Пьеро»).

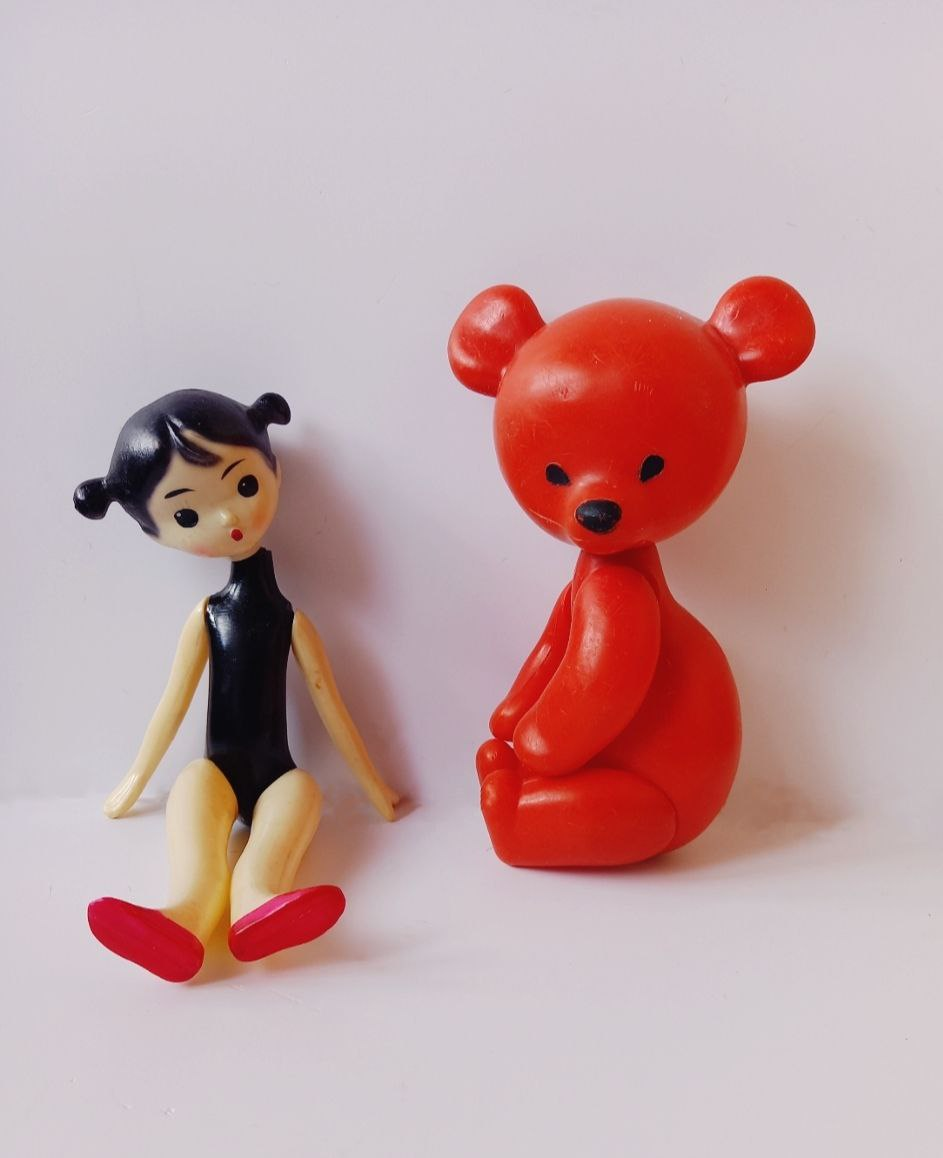
Игрушки Льва Сморгона «Гимнастка» и «Медвежонок»

В 1957 году участвовал в Международной выставке на Всемирном Фестивале молодежи и студентов в Москве с работой «Платье голого короля». До этого события на Ленинградском фестивале получил Малую серебряную медаль за эту работу, что и послужило поводом для поездки на фестиваль в столицу.
После Московского фестиваля решил отойти от академических рамок. Выглядело это не систематически, не последовательно, дилетантски, но, тем не менее, эти попытки оторваться от академизма он делал, и в этом уже помогала игрушка. Также в дальнейшем именно игрушка дала ему возможности обрести свой стиль в работе с каменной скульптурой.
Лев Сморгон — автор почти сотни игрушек, выпускавшихся массовыми тиражами на территории СССР. Среди его работ такие, как «Гимнастка» (1957 год), «Володька» (1967), «Антон» (1968 год), «Дядя Степа» (конец 60-х годов) и многие другие.
В 1968 году в Ленинграде состоялась большая Всесоюзная выставка, посвященная 50-летию советской власти. (Выставка проходила в Русском музее в 1967 году, но прикладное искусство было перенесено на другой год ввиду своей масштабности). Именно на этой выставке произошла встреча с Владимиром Петровичем Волковым (1923—1987), оказавшая большое влияние на Льва Сморгона как художника.
«До этого я считал, что находиться во внутренней эмиграции — это душевная чистота. До встречи с Волковым я отказывался делать политических деятелей, тем более Ленина, а Волков сказал: „Да делай ты этого Ленина. Деньги будут, и тогда ты сможешь спокойно работать над тем, что тебя больше всего волнует“. Я и стал делать Ленина и зарабатывать ровно столько, сколько необходимо было для содержания семьи, а половина времени у меня оставалось для того, чтобы заниматься своими делами.
Так я попал в идеальное состояние, как мне сейчас кажется, художника. Я был свободен материально, я был свободен от „просвещенных“ людей, но меня перестали пускать на выставки. Я ни разу не был на Всесоюзных выставках в Москве. На некоторых выставках я участвовал, но только с заказными работами (игрушки, металл).
Интересно то, что до встречи с Волковым я был довольно знаменитым художником. Обо мне писали статьи, я был Членом Художественного Совета и т. д. А занявшись поиском истины, я стал терять известность и уже лет через пять обо мне все забыли за исключением того круга художников-единомышленников, с которыми я продолжал общаться». — рассказывает художник.
В 1968 году после судьбоносной встречи Сморгон уехал на Урал. Первую каменную скульптуру сделал в 1969 году после почти годового кризиса. Намеренный уход от «философии прилавка» и массовой культуры приносил свои плоды очень постепенно.

## Художественный путь

### Фарфор
С 1954 года работал на Ленинградском опытном заводе «Фарфор» при Государственном научно-исследовательском керамическом институте (ГИКИ), где создал культовые растиражированные фигурки:
- «Девочка с метелочкой» (1954 год),
- «Влас, Лентяй и Лоботряс» (фигура с расстёгнутым полупальто) (1954 года) (по произведению Маяковского «Влас, Лентяй и Лоботряс»),
- «Набулся-наделся» (1955 год) совместно с А. В. Дегтяревым (1929—2021),
- «Воробьи» (1956 год),
- «Платье голого короля» (1957 год). Эта композиция была отмечена Малой серебряной медалью и стала поводом для участия в поездке на Всемирный фестивале молодежи и студентов в Москве в 1957 году.
- «Мороженщица» (вариант с коробом у ног) (1959 год)
- «Разговор» (Сплетницы) (1960 год), совместно с А. В. Дегтяревым,
- «Лиса» (с приподнятым хвостом) (1961 год),
- «Галя» (зверек, похожий на горностая) (1961 год).

За время работы на ЛЗФИ было сделано совместно с А. В. Дегтяревым шесть работ для массового производства, восемь собственных вещей и несколько работ, не рассчитанных на тираж:
- «Влас, Лентяй и Лоботряс» (фигура с застегнутым пальто) (1954 год) — издевательски осмеян на Художественном совете,
- «Главначпупс» (1955 год), ·
- «Мороженщица» (Короб в руках) (1959 год),
- «Лиса» (с опущенным хвостом) (1961 год),
- Портрет Нины Спивак (1962 год),
- Портрет Инны Левиной (1962 год), и другие.

В 1974 году была сделана гипсовая модель скульптуры «Пушкин на набережной» и выполнена в фарфоре на ЛФЗК для представления на Художественном совете ЛФЗ. Но в массовое производство эта скульптура не пошла, так как не была одобрена советом ЛФЗ. Роспись скульптуры была сделана автором в 2008 году.
В 2007—2008 гг. были сделаны две гипсовые скульптуры «Марина Цветаева» для воспроизводства в фарфоре. Одна из них сделана в фарфоре и расписана автором в 2008 году. Другая сделана в фарфоре и расписана автором в 2017 году. Тираж каждой из двух фарфоровых скульптур «Марина Цветаева» — 15 штук.

### Игрушка
Художник посвятил созданию игрушек около 20 лет. Он является автором почти сотни моделей оригинальных кукол и фигурок зверей, выпускаемых в 1950—1960 гг. огромными тиражами. Последняя кукла «Пьеро» была выпущена в 1972 году (небольшим тиражом).
Лев Сморгон реформировал образ советской куклы, которая с 1930-х годов оставалась неизменной и чаще всего представляла собой «пеленашку». Он поменял систему крепления в игрушке (шарнир), объединил шею куклы с туловищем, что позволило уйти от скованности движений и однообразия силуэтов. Это изменило соотношения объёмов, позволило сгладить линию плеч, визуально удлинить шею. Поменялось изготовление головки куклы (шов идет от затылка через уши к подбородку) и кукла смогла более естественно крутить головой.
Первой игрушкой, которая продемонстрировала новую модель куклы, стала новаторская «Гимнастка» (1961).
"С начала 1960-х годов на игрушечных производствах полиэтилен стал постепенно вытеснять колкий и горючий целлулоид. Новый материал требовал постановки и решения новых художественных задач. Главной из них для Сморгона было создание кукол, формы которых по своей пластической выразительности не уступали бы своим целлулоидным предшественницам.
В 1960-е годы на фабрике Ленигрушка и Охтинском химическом комбината по моделям Сморгона было выпущено несколько кукол, которые стали для него закономерным продолжением последовательной разработки главных принципов скульптуры в игрушке. В «Клеопатре», Клепе, как ласково называет её Сморгон, с её плотными ножками, вытянутым туловищем, узкими плечами, озорными веснушками на миловидном, круглом лице, скульптор воплотил переосмысленный им опыт мировой скульптуры. И действительно, плотные формы, тягучий силуэт, чувственность этой куклы роднят её с произведениями Аристида Майоля, который в свое время заново создал культ женского тела в пластике. Клеопатра с трудом прошла «горнило» художественного совета из-за своей некой игривости, которую приняли за сексуальность, хотя, по мнению автора, в ней достаточно было игрушечного и детского.
Нужно отметить, что вставные на креплении глаза куклам Сморгон никогда не делал. Здесь он также шел наперекор заказам производств, повсеместно насаждающим изготовление плачущих и подмигивающих невпопад кукол. Скульптор прежде всего создает не глаза, а взгляд. И именно взгляд, а также поворот головы, поза позволяет обладателю игрушки почувствовать то настроение, ту интонацию, одним словом, ту жизнь, которую в обычный кусок пластика вдохнул художник.

Кукла «Володька», списанная с московского племянника автора, стала без преувеличения любимой игрушкой ленинградской детворы. Благодаря продуманным, новаторским шарнирам Сморгона Володька умело сопереживал детским эмоциям, каждое новое положение тела, поворот головы меняли его облик. И этот облик зависел от ребёнка, играющего с ним. По такому же принципу была сделана и кукла «Антон». Образ подвижного, довольного жизнью младенца, ещё не умеющего ходить, но уже отлично ползающего, оказалось возможным воплотить в жизнь благодаря продуманным соединениям.
Самая последняя игрушка, выпущенная Охтинским химическим комбинатом по модели Сморгона — это Пьеро. Настоящая коллекционная редкость, она и воспринимается скорее как арт-объект, созданный в лучших традициях авангардного искусства. Лицо Пьеро подобно театральной маске, шарниры рук и ног на самозащелкивающихся кольцах, дают конечностям максимальную свободу движений, что делает эту куклу похожей на театральный персонаж, готовый пуститься в пляс над балаганной ширмой.

### Стекло
Увлечение художника стеклом началось в конце 1950 гг. Чтобы освоить технику работы с хрупким материалом, Лев Сморгон учился у мастеров-выдувальщиков на производстве медицинских препаратов в подвалах Александро-Невской лавры.
В 1959 году с группой молодых художников он побывал в городе Железный Брод (Чехословакия), прославленный традициями стекольного производства. После поездки, поняв принципы работы со стеклом и специальным оборудованием, художник принял участие в создании горелочного участка при комбинате скульптуры.
При непосредственном участии Сморгона производство стеклянных изделий стало массовым, но к настоящему искусству это не имело отношения. Он решил пойти по пути создания технически сложных художественных вещей и продолжил эксперименты в своей небольшой мастерской. Стекло художника можно разделить на два направления: живописные пласты и предметы в технике свободного выдувания.

Художник стал проводить колористические опыты со стеклянными пластами, добиваясь создания авторской «живописной» техники, с акварельными пятнами и потеками, с туманностями, с мягкими переходами одного цвета в другой, с применением разнообразных стеклянных пудр. С добавлением дротиков, цветных заготовок получался объемный рисунок, внутри пласта возникала рельефность.
Так называемое гутное (из капли) стекло (в технике свободного выдувания) художник создавал на Львовском стекольном заводе. Сморгон побывал во Львове пять раз, где им было сделано около двухсот предметов: кубки, блюда и бутыли.
В 1968 году в результате переосмысления творческого пути Лев Сморгон отказался от прикладного искусства, но стеклом он занимался вплоть до 1982 года.

### Камень
Встреча и беседа в 1968 году с известным художником-авангардистом стерлиговского круга Владимиром Петровичем Волковым сильно повлияли на художника. Он ушёл от академизма, пережил годовой творческий кризис и начал работать с камнем — новым для себя материалом.
Первую каменную скульптуру, точнее, скульптуру в известняке, не зная ещё каким инструментом пользоваться, Сморгон сделал в 1969 году. Это портрет Вики, подруги дочери. И было это уже после встречи с В. П. Волковым, после поездки на Урал, куда от уехал, чтобы решить — художник он или нет.
Сморгон изобрел способ «собирания» скульптуры из отдельных частей, что открыло новые композиционно-пластические возможности. Им же была придумана система крепежа камней друг с другом, которая пришла из игрушки.
В работах уходит от доделанности, украшательства, с большой любовью относится к первозданной фактуре камня, скорее соглашается с ней, а не вмешивается.
Две скульптуры — Портрет Марины, и «Скейтборд» были приобретены Государственным Русским музеем в 2003 году и находятся в фондах.
Скульптуры «Скульптор задумался», «Авраам», «Венера», «Марина в берете» и др. находятся в частных коллекциях.
Автопортреты (в том числе «Скульптор отдыхает»), портрет дочери, портрет Андрея Белого, скульптура «Карелия» и другие находятся в саду скульптур на территории мастерской Александра Позина в «Деревне художников».
Многие каменные скульптуры Сморгона посвящены осмыслению библейских тем, переживанию индивидуального религиозного опыта.

### Бронза
Первые бронзовые работы Сморгона отличаются целостностью, с отсылками к творениям мастеров прошлого. С конца 1960-х гг. вплотную занимается портретом, бронза становится объемной, пронизанной воздухом. Линии, углы, лакуны в скульптуре, а также образы, уходящие в гротеск — узнаваемая манера автора.
Лев Сморгон является одним из авторов скульптурной композиции «Женщинам-бойцам МПВО». (Открыт в мае 2002 г.)
В творчестве мастера много портретов поэтов и писателей.
В 2001 году создал композиционный портрет «Довлатов».
В 2002 году принял участие в конкурсе проектов памятника Иосифу Бродскому.
В 2015 году совместно с архитектором Борисом Бейдером разработали композицию для брандмауэра дома Мурузи с моделью памятника Иосифу Бродскому. Но объявленный конкурс так и не состоялся.
С 2011 года сотрудничает с Санкт-Петербургским государственным музыкально-драматическим Театром «Буфф» имени И. Р. Штокбанта.
В 2014—2016 годах установлены две бронзовые скульптуры перед фасадом Театра «Буфф»: «Здравствуйте» (прототип — фигурка «Клоун» 1975 г.) и «Добро пожаловать» (народное название «Коломбина», с которым автор согласился).
В 2020 году, в разгар пандемии коронавируса, Лев Наумович по собственным моделям, создал две скульптуры юных артистов у Театра «Буфф». Установлены в 2020 году.

### Скульптура за рубежом
Гранитная скульптура «Венера» изготовлена и находится в Дании в [./Https://en.wikipedia.org/wiki/Bramming г. Брамменге]. Одна из скульптурных работ «Стоящая» хранится в Университете г. Осло, в шведском «Work-shop» изготовлена и хранится скульптура «Авраам» (Abraham), в CorCoran Gallery of Art (Вашингтон) находятся две скульптурные работы из бронзы — фигура и портрет Марины Цветаевой.

### Живопись
Живописью Лев Сморгон занимался всегда, но картины почти не выставлялись. Холсты раннего периода — это заполненные в край работы с насыщенным цветом. Более поздние картины — это серии из нескольких холстов, в которых рассматривается один сюжет, но с применением разных топографических ходов. Этот прием художник называет «развитием»: каждый холст отличается от предыдущего различными пластическими темами (в основном, игрой света и тени) и топографией (термин «топография холста/листа» мастер считает своим).
Особенностью поздней живописи художника является наличие на холсте лакун, которые, помимо ощущения света и воздуха, создают иллюзию незавершенности. Картина напоминает этюд, не требующий завершения.

### Графика
После реалистичных графических работ к середине 1960-х гг. Лев Сморгон создает портреты с острохарактерными героями с утрированной внешностью. С 1968 года художник увлечен кубизмом (серия цветных портретов «Серый портрет», «Коричневый портрет», «Красный портрет» (все 1972 г.)), ставит эксперименты в поисках новых форм выразительности.
Особое место в графических работах занимают портреты литераторов: А. Белого, А. Ахматовой, Б. Пастернака, М. Цветаевой, О. Мандельштама, В. Кривулина. Портреты друзей и родных, где он схватывает характер и личные черты. Много графических автопортретов, которые наполнены юмором и самоиронией.

### Мемориальные доски и памятники
Лев Сморгон является автором мемориальной доски спортивному комментатору Виктору Набутову на Пушкинской улице (Санкт-Петербург), мемориальной доски вратарю «Зенита» Леониду Иванову на Кузнецовской улице (Санкт-Петербург), надгробного памятника Виктору Кривулину на Смоленском кладбище (Санкт-Петербург), надгробного памятника профессору Ленинградской Консерватории Илье Мусину в музее-некрополе «Литераторские мостки» (Санкт-Петербург), надгробного памятника Иосифу Зисману на Преображенском еврейском кладбище (Санкт-Петербург), надгробного памятника родителям и брату на Преображенском еврейском кладбище (Санкт-Петербург), надгробного памятника Исааку Штокбанту на Преображенском еврейском кладбище (Санкт-Петербург).

### Книги
Лев Сморгон — автор нескольких автобиографических книг, которые родились из рассказов о жизни, искусстве, с уникальным «сморгоновским» юмором. Книги передают ощущение эпохи, повествуют о пути художника, о реалиях военного времени и творческой среде.
За книгу «Почему я не стал сапожником» Льву Сморгону в 2018 году вручили Царскосельскую художественную премию.

## Сморгон и Ахматова
В 1963 году художник начал работу над портретом Анны Ахматовой.
«Я работал с натуры. Для этого переселился на три дня в Комарово. Сделал много рисунков, акварель и скульптурный этюд. Акварель Ахматовой понравилась, и она намекала на то, что ей было бы приятно иметь эту акварель. Я, конечно, с радостью предложил Анне Андреевне принять акварель в подарок, но попросил разрешения задержать её у себя, для того чтобы сделать с неё литографию.
Случилось несчастье: погибла папка со всем тиражом литографий, почти со всеми рисунками и акварелью. Используя единственный сохранившийся рисунок, я сделал второй вариант литографии. К сожалению, Анне Андреевне второй вариант очень не понравился».
Лев Сморгон — автор скульптуры Анны Ахматовой, которая стоит в экспозиции музея поэтессы в Фонтанном доме. Эта скульптура была приобретена американским другом Льва Наумовича Фредериком Сеиболдом и подарена Фонтанному дому в 1990-х годах.
В конце 60-х годов художником были сделаны несколько портретов Анны Ахматовой в молированном стекле. Два таких портрета хранятся в Фонтанном Доме и два — остались в личной коллекции художника.

## Работы находятся в собраниях
- Государственный Русский музей, Санкт-Петербург.
- Музей городской скульптуры, Санкт-Петербург.
- Театральный музей, Санкт-Петербург.
- Музей кукол, Санкт-Петербург.
- Музей фарфора завода им. Ломоносова, Санкт-Петербург.
- Пермская государственная художественная галерея.
- Красноярская картинная галерея.
- Архангельская государственная галерея.
- в частных коллекциях России, Великобритании, Франции, Германии, Австрии, Италии, США и др.

## Семья
- Мать — Мариам Соломоновна Сморгон (1900—1986).
- Отец — Наум Лазаревич Сморгон (1896—1944).
- Брат — Марк Наумович Сморгон (1924—1941).
- Первая жена — с 1951 г. по 2021 г. — Нина Гавриловна Спивак (1931—2021) — искусствовед;
- Вторая жена — с 2021 — Ирина Вячеславовна Лебедева (род. 1959) — инженер, арт-менеджер, художник.

Дочь — Марина Спивак (род.1955) — скульптор, художник.
Внучки:
- Екатерина Позина (1977—2014) — художник.
- Инна Позина (род. 1979) — художник.

Правнуки:
- Вера Кучеренко (род. 1997) — художник.
- Иван Позин (род. 2002) — радиотехник.
- Феодора Коростик (род. 2016).
- Василий Коростик (род. 2017).
- Григорий Коростик (род. 2022).

Праправнуки:
- Филипп Шурыгин (род. 2016),
- Кассия Шурыгина (род. 2017),
- Марк Шурыгин (род. 2021).

Зятья:
- Александр Позин (род.1957) — скульптор, художник;
- Александр Коростик (род. 1978) — скульптор, художник;
- Артем Кучеренко (род. 1975) — музыкант;
- Платон Шурыгин (род.1993) — священник.

## Интервью
- Легендарный скульптор Лев Сморгон: «Мы делаем одно художественное произведение в течение всей жизни — себя»
- Почему советские игрушки лучше тех, что делают теперь
- Настоящий XX век: скульптор Лев Сморгон. Радио Фонтанный Дом

## Видео
- Лев Сморгон | Скульптура и живопись Документальный фильм проекта «Нефиктивное образование» о выставке Льва Сморгона «К 90-летию со дня рождения».
- Лев Сморгон. Об игрушках, акварели для Ахматовой. «Время суток. Интервью»
- Лев Сморгон. Документальный портрет. Саша (Александра) Кулак — медиа-художник, режиссёр, оператор.
- Скульптор Лев Сморгон и его «Строитель» Сюжет Выборг.ТВ.